# 202e division d'infanterie (Empire allemand)
Pour les articles homonymes, voir 202e division.
La 202e division d'infanterie est une unité de l'armée allemande créée en 1916 qui participe à la Première Guerre mondiale. Initialement stationnée sur le front de l'est, la division occupe un secteur du front dans les pays baltes. Elle est engagée dans la bataille de Riga en septembre 1917, puis est transférée sur le front de l'ouest.
Au cours de l'année 1918, la division occupe un secteur du front en Lorraine, avant d'être envoyée sur la Somme où elle participe aux dernières attaques allemandes de juin, puis aux combats défensifs du mois d'août. Elle est ensuite engagée en Champagne et combat lors de l'offensive Meuse-Argonne. Après la signature de l'armistice, la division est rapatriée en Allemagne et dissoute l'année suivante.

## Première Guerre mondiale

### Composition

#### 1916
- infanterie

405e régiment d'infanterie
406e régiment d'infanterie
407e régiment d'infanterie
408e régiment d'infanterie
- artillerie

406e régiment d'artillerie de campagne

#### 1917
- 406e brigade d'infanterie

408e régiment d'infanterie
411e régiment d'infanterie
412e régiment d'infanterie
- 66e commandement d'artillerie divisionnaire

406e régiment d'artillerie de campagne
- 202e bataillon de pionniers

#### 1918
- 406e brigade d'infanterie

408e régiment d'infanterie
411e régiment d'infanterie
412e régiment d'infanterie
- 66e commandement d'artillerie divisionnaire

406e régiment d'artillerie de campagne
65e bataillon d'artillerie à pied
- 3e escadron du 2e régiment d'uhlans de la Garde
- 202e bataillon de pionniers

### Historique

#### 1916
- juillet 1916 - janvier 1917 : création sur le front de l'est, la division occupe un secteur du front vers Jēkabpils. Au cours du mois d'octobre, la division est réorganisée le 405e régiment est transféré à la 203e division, les 406e et 407e régiments sont transférés à la 205e division[1]. En retour, la division est renforcée par l'arrivée des 411e et 412e régiments d'infanterie de la 203e division[2].

#### 1917
- janvier - 31 août : mouvement de rocade, la division occupe un secteur dans la région de Riga.
- 1er - 5 septembre : engagée dans la bataille de Riga.
- 6 septembre - 22 novembre : occupation de positions à l'est de Riga, au nord de la Daugava.
- 22 - 29 novembre : retrait du front, transport par V.F. sur le front de l'ouest par Riga, Jelgava, Tcherniakhovsk, Kaliningrad, Toruń, Piła, Poznań, Leipzig, Halle-sur-Saale, Francfort-sur-le-Main, Sarrebruck, Sarreguemines pour atteindre Dieuze[2].
- 30 novembre 1917 - 15 janvier 1918 : stationnement en arrière du front autour de Dieuze ; repos et instruction.

#### 1918
- 16 janvier - 19 mai : occupation d'un secteur du front en Lorraine, relevée par la 3e division de la Garde.
- 19 - 22 mai : transport par V.F. de Moyenvic passant par Metz, Spincourt, Longuyon, Sedan, Charleville, Marle pour atteindre Flavy-le-Martel[2].
- 22 mai - 10 juillet : relève de la 11e division d'infanterie à l'ouest de Noyon[2]. Au cours du mois de juin, la division est engagée dans l'attaque vers Béthencourt-sur-Somme.
- 10 juillet - 27 août : mouvement de rocade, échange de secteur avec la 105e division d'infanterie vers Autrêches[2]. Engagée dans les combats de la mi-août, la division est contrainte au repli avec de fortes pertes[n 1] vers Audignicourt.
- 27 août - 12 septembre : retrait du front, repos et reconstitution dans la région de Vouziers puis de Sugny. Le 412e régiment d'infanterie est dissout, les effectifs sont répartis dans les 408e et 411e régiments d'infanterie. Le 97e régiment d'infanterie en provenance de la 108e division renforce la division[2].
- 12 - 27 septembre : mouvement vers le front, occupation d'un secteur dans la région de Maison de Champagne. Du 24 au 27 septembre, la division est retirée de la première ligne et passe en soutien de la 42e division d'infanterie[3].
- 27 septembre - 10 octobre : mouvement vers le front occupation d'un secteur dans la région de Fontaine-en-Dormois puis engagée dans l'offensive Meuse-Argonne dans des combats défensifs dans le secteur de Challerange avec de lourdes pertes dont 800 hommes faits prisonniers[3].
- 11 - 20 octobre : retrait du front, repos.
- 21 octobre - 11 novembre : à nouveau engagée dans l'offensive Meuse-Argonne au sud-est de Vouziers, repoussée successivement par Longwé le 2 novembre, Boult-aux-Bois le 3 novembre pour tenir une ligne sur la Meuse le 8 novembre. Après la signature de l'armistice, la division est transférée en Allemagne et dissoute au cours de l'année 1919.

## Chefs de corps
| Grade                        | Nom                           | Date                            |
| ---------------------------- | ----------------------------- | ------------------------------- |
| General der Infanterie       | Maximilian von Schwartzkoppen | 5 juillet 1916 - 8 janvier 1917 |
| Generalmajor                 | Paul Weese                    | 11 janvier 1917 - 3 mars 1918   |
| Generalmajor/Generalleutnant | Georg von Körbling (de)       | 4 mars - 5 juin 1918            |
| Generalleutnant              | Gustav Wilhelm Hoebel         | 6 juin 1918 - 10 janvier 1919   |